# Omniversum
Omniversum is een grootbeeld filmtheater in het westen van de wijk Zorgvliet in Den Haag. Het scherm staat als een halve bol om het publiek heen en levert een betere beleving dan een plat scherm. Een geavanceerd geluidssysteem produceert hoorbare signalen maar ook extra lage tonen die met name voelbaar zijn. Er zijn 300 zitplaatsen.
De naam Omniversum is samengesteld uit 'Omnimax' en 'Universum'. Omnimax is de oorspronkelijke naam van het gebruikte filmprojectiesysteem, dat later is omgedoopt naar IMAX Dome. Universum herinnert aan de sterrenkundige kant van de programma's die vroeger vertoond werden.
De stichting Omniversum "beoogt op een bijzondere en indrukwekkende manier kennis over het menselijk leven, de natuur en onze planeet aan het publiek door te geven, kennis die essentieel is voor een duurzame samenleving."
Dit vertaalt zich in films met als thema cultuur, natuur en wetenschap. Ook muziek, geschiedenis en entertainment komen aan bod. Zo vindt bijna ieder jaar een reeks concerten van Pink Project plaats in Omniversum. De inhoud van de films laat zich goed vergelijken met de televisieprogramma's van Discovery Channel en National Geographic Channel. Een film duurt een klein uur.

## Techniek
De projectie van de IMAX Dome-films (dome is 'koepel') gebeurt vanwege de grootte van het scherm met een 15.000 watt-xenonlamp, die watergekoeld is. Een film van driekwartier heeft een lengte van 4,5 km en een gewicht van 100 kg. Om een Omniversum-film te maken, maakt men gebruik van speciale IMAX-camera's. Gemiddeld is men twee jaar bezig met het maken van een IMAX-film en lopen de productiekosten op tot 12 miljoen euro.
Sinds juni 2021 worden alle IMAX Dome-films digitaal geprojecteerd met vijf 4K-laserprojectoren. Hiermee is het tevens mogelijk om onder de naam Omniversum Cinema gewone bioscoopfilms op de koepel te projecteren (niet koepelvullend).

## Geschiedenis
In 1976 werd het toenmalige Sijthoff-planetarium in de Wagenstraat te Den Haag, daterend uit 1934, door een brand verwoest. Direct na deze brand werd begonnen met het opzetten van een nieuw planetarium door middel van laserprojectie. Dat werd mede mogelijk gemaakt door de uitkering van het verzekeringsgeld. In dat nieuwe theater zouden zowel planetariumvoorstellingen vertoond worden als IMAX-filmvoorstellingen. Dit planetarium is niet meer in gebruik. 
Omniversum werd geopend in 1984 en was het eerste IMAX Dome-theater in Europa. 
Dolphins
In 2005 trok de documentaire Dolphins 300.000 bezoekers en was daarmee de best bezochte film in de geschiedenis van Omniversum en de best bezochte documentaire in Nederland.
In februari 2007 werd de film Wild Safari per direct vervangen door de film Africa: The Serengeti. De film Wild Safari moest plaatsmaken omdat de film als "onprettig werd ervaren", aldus de bezoekers. De combinatie van het grote scherm en de jeeptochten zorgden ervoor dat deze film een erg onaangenaam gevoel bij mensen opwekte.
In 2007 trok de documentaire Dolphins 407.281 bezoekers. Met dit aantal bezoekers was de documentaire niet alleen de best bezochte in Nederland, maar ook in de rest van de wereld. Voorheen stond New York op de eerste plaats. 
In 2012 werd de 600.000ste bezoeker verwelkomd.
In januari 2022 is Omiversum gefuseerd met het Museon en zijn zij samen verdergegaan onder de nieuwe naam Museon-Omniversum.